# 日中経済協会
一般財団法人日中経済協会（いっぱんざいだんほうじんにっちゅうけいざいきょうかい、英語: Japan-China Economic Association）は、日中友好7団体の一つである一般財団法人。

## 経緯
- 1972年11月22日 設立。岡崎嘉平太（全日本空輸社長）と、その日中間の経済交流促進事業に賛同した渡辺弥栄司（国際ビジネスコミュニケーション協会初代理事長・弁護士、旧通産省通商局長）らが設立の中心に関わった。

## 本部所在地
- 東京都港区六本木1-8-7 MFPR六本木麻布台ビル6階

## 役員
- 名誉会長 十倉雅和
- 会長 進藤孝生
- 理事長 佐々木伸彦
- 専務理事 堂ノ上武夫

## 活動
日中間における産業協力と通商拡大を図るべく活動している。